# Cava

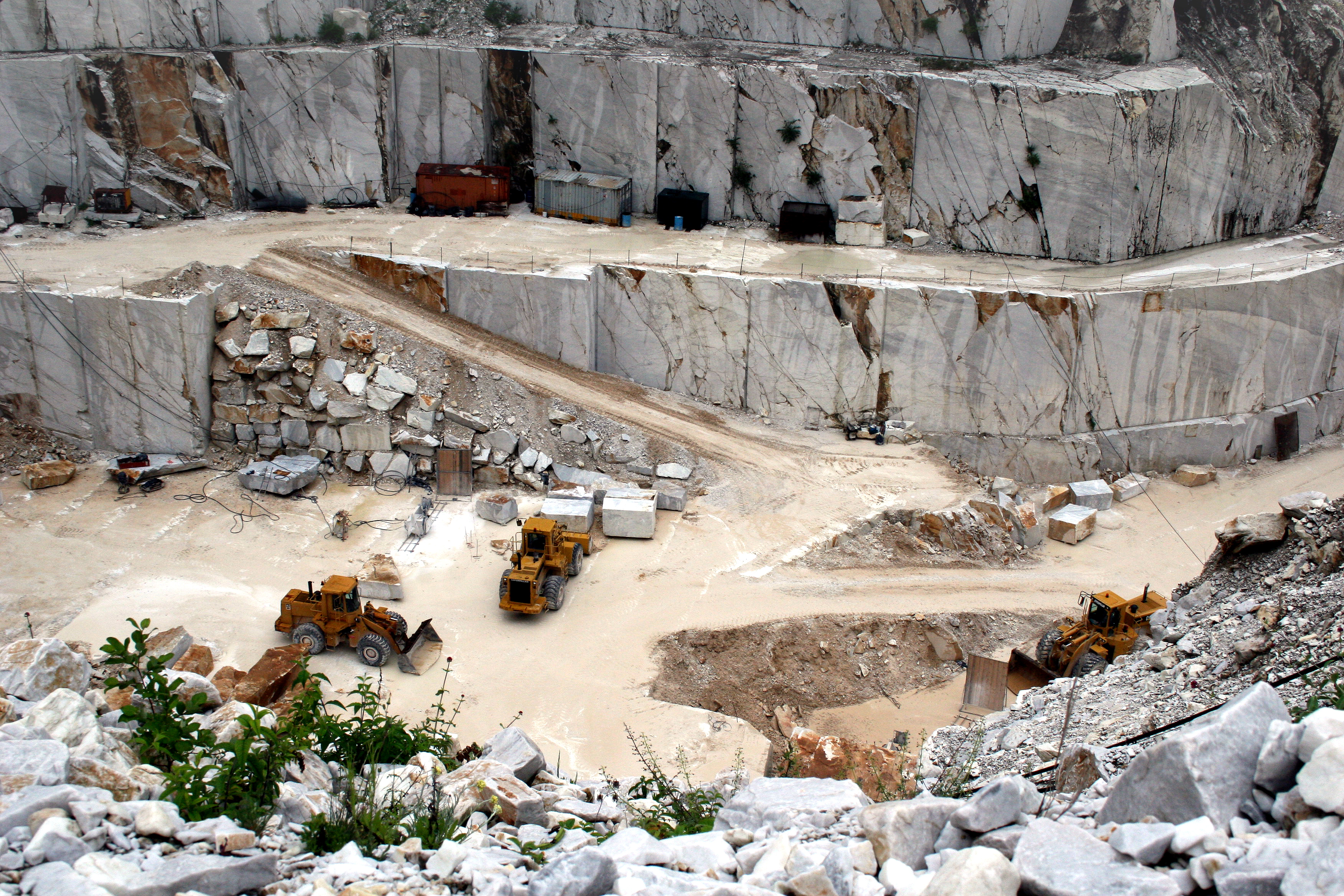
Una cava di marmo a Carrara.

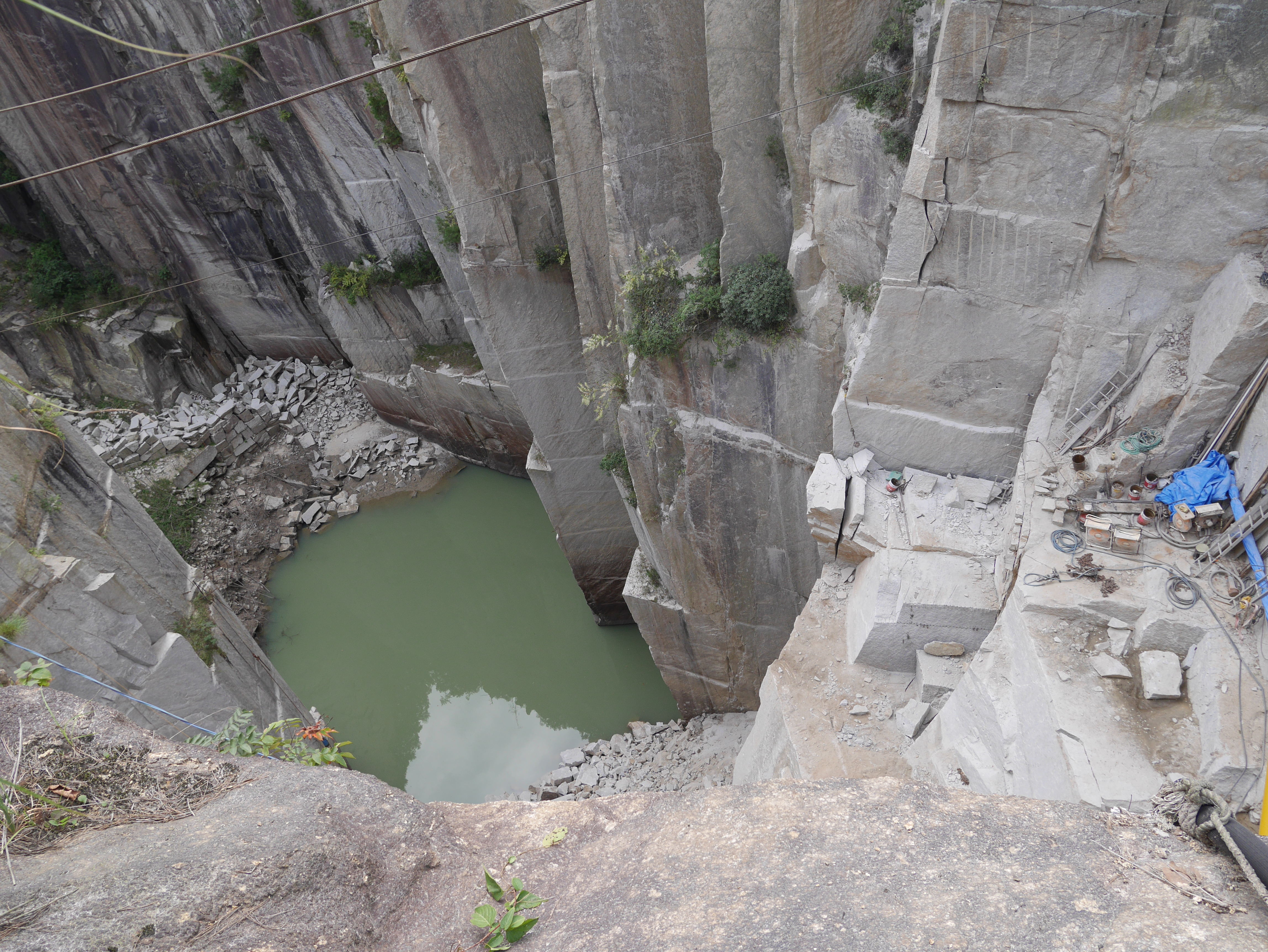
Una cava di pietra in Giappone; al centro si scorge un laghetto di cava

Una cava è un'attività di estrazione mineraria che sfrutta un giacimento di minerale classificato come materiale da cava. In Italia è regolata ai sensi del Regio Decreto 29 luglio 1927, n. 1443.

## Descrizione
I materiali definiti da cava in questo decreto sono i seguenti:
1. torba;
2. materiali per costruzioni edilizie, stradali ed idrauliche;
3. terre coloranti, farine fossili, quarzo e sabbie silicee, pietre molari, pietre coti;
4. tutti i materiali non classificati esplicitamente come da miniera nel medesimo decreto.

I materiali da cava più tipici nella realtà italiana sono:
- sabbia e ghiaia per la fabbricazione del calcestruzzo;
- argilla per mattoni e laterizi in genere;
- calcare per la fabbricazione del cemento;
- gesso;
- silice per l'industria vetraria e ceramica;
- pietre da costruzione e da decorazione: marmi, graniti, gneiss (es. serizzo, pietra di Luserna), arenarie (es. macigno, pietra di Trani), travertino, ardesia, ceppo.

Mentre l'attività di miniera è soggetta a concessione statale, le cave e le torbiere sono lasciate in disponibilità del proprietario del suolo, e sono quindi soggette ad una diversa legislazione. In particolare, mentre l'attività di miniera è regolata a livello statale, la competenza sulle cave è demandata alle Regioni.

## Tipi di cava
Analogamente all'attività di miniera, la coltivazione di una cava può essere effettuata:
- a cielo aperto
- in sotterraneo
- a fossa

Benché la prima tipologia sia più diffusa, non mancano esempi di coltivazione di cava in sotterraneo, soprattutto per materiali relativamente pregiati. Esempi notevoli di cave in sotterraneo sono la cava di marmo di Candoglia per il duomo di Milano e numerose cave di marmo di Carrara.
Nelle cave di pietra ornamentale (es. marmi e graniti) si utilizzano tecniche e tecnologie specifiche per permettere il distacco dalla parete di grossi blocchi rocciosi il più possibili regolari e privi di danni. Queste tecniche tendono a staccare il blocco dalla parete mediante tagli netti eseguiti con macchinari che minimizzano i traumi indotti alla roccia. Tra questi macchinari vi sono lo storico filo elicoidale (ormai abbandonato), la tagliatrice a filo diamantato e la tagliatrice a catena.

## Impatto ambientale
L'impatto ambientale e paesaggistico delle cave è talvolta oggetto di controversie, ad esempio nel bacino delle Alpi Apuane, da dove si estrae il pregiato marmo di Carrara.